# Cratere Vanessa
Vanessa  è un cratere sulla superficie di Venere.